# Villa Rocca Matilde

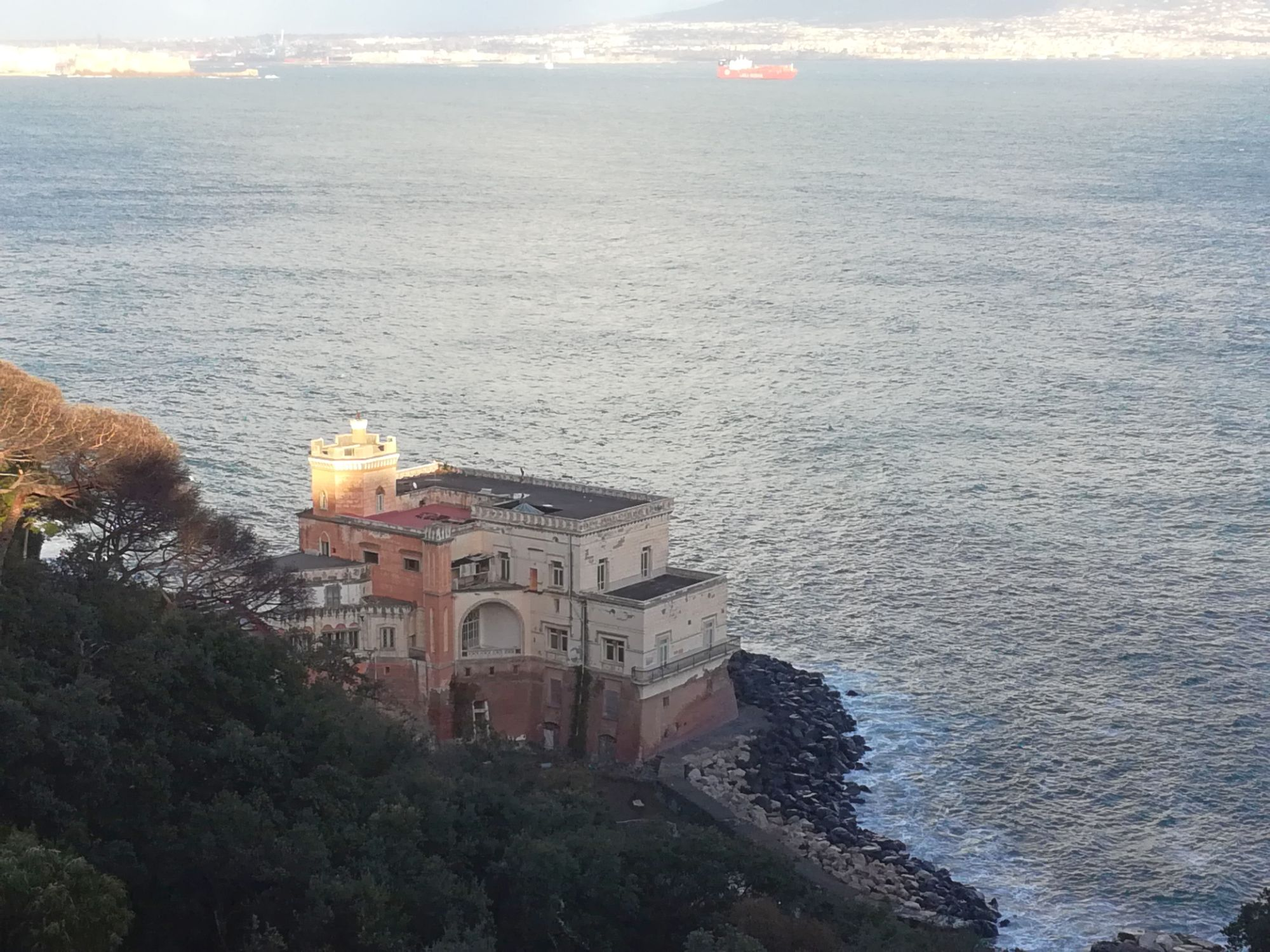
La villa vista da via Posillipo

Villa Rocca Matilde (conosciuta anche come Villa Matilde o, più di recente, come Villa Peirce, o Villa Lauro) è una villa monumentale di Napoli, che sorge in riva al mare, alle pendici della collina di Posillipo.

## Storia

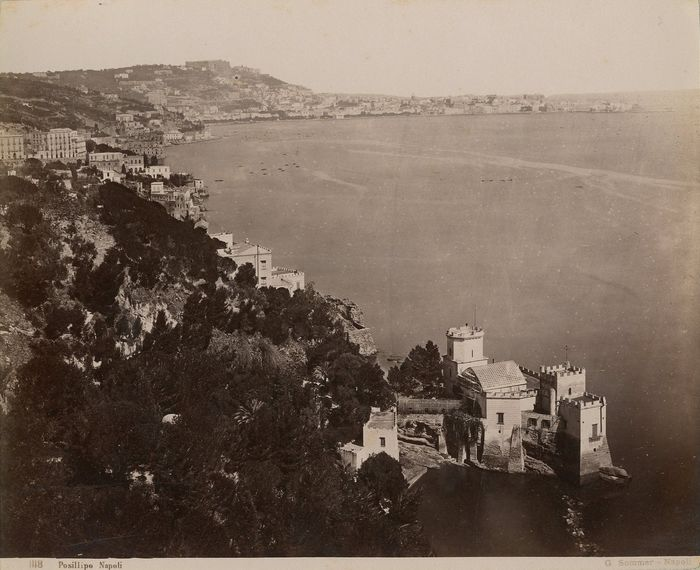
La villa, fotografata nel 1880

L'edificio sorge sui resti del seicentesco palazzo del cancelliere Orazio d'Acunto. Nel Settecento era conosciuta come "Villa Firmian" perché dal 1753 al 1758 era stata la residenza dell’ambasciatore austriaco a Napoli, Karl Gotthard von Firmian, poi trasferito a Milano. 
Nel 1842 fu acquistata e poi del tutto riedificata dalla nobildonna inglese Louisa Dillon che nel 1812 aveva sposato il famoso ammiraglio inglese sir Richard John Strachan, da cui aveva avuto tre figlie; rimasta vedova, si era poi unita in seconde nozze al nobiluomo napoletano Ottavio de Piccolellis, marchese di Salza. La marchesa volle dare alla villa il nome della sua primogenita e quindi la chiamò "Villa Matilde". 
Nel 1871 fu acquisita dal colonnello britannico MacLean che nel 1879 l’affittò per qualche tempo prima a Isma’il Pasha, ex-governatore ottomano del Chedivato d'Egitto, caduto in disgrazia ed esiliatosi a Napoli con un seguito di 225 persone, e poi al deputato calabrese Achille Fazzari che, nel 1882, come ricorda una vecchia epigrafe, vi ospitò per due mesi l’amico Giuseppe Garibaldi, giunto a Napoli il 21 gennaio di quell’anno. 
Nel 1883 ne divenne nuovo proprietario l’ingegnere navale George Wightwick Rendel (1833-1902), progettista delle famose cannoniere, che la chiamò "Villa Maraval", nome dovuto, si crede, alla presenza nel suo grande parco di un esemplare di tale pregiata qualità di castagno. Rendel la restaurò dandole l’aspetto che ha adesso. Sembra che nel 1891 vi sia stato ospitato per qualche giorno anche Giosuè Carducci. 
Nel 1911 fu acquistata dall'armatore siciliano Guglielmo Enrico Peirce, di origini anglo-irlandesi, che la ribattezzò appunto in "Villa Peirce" e fece eseguire ulteriori abbellimenti negli arredi e nelle decorazioni (in una sala va menzionato l'intervento di Eduardo Dalbono). Morto Peirce nel 1918, la villa passò al figlio Giorgio. L'ultimo proprietario fu l'armatore Achille Lauro, da cui deriva il nome con cui l'edificio è oggi popolarmente conosciuto ("Villa Lauro").
In seguito abbandonata, fu restaurata da una società privata che ne detiene la proprietà.
Dal 1996 al 2003 è stata usata per le riprese esterne di Palazzo Palladini, il condominio nelnquale è ambientata la soap opera Un posto al sole, in onda su Rai 3.